# Augusto Turati
Augusto Turati (né à Parme le 16 avril 1888 et mort à Rome le 27 août 1955) est un journaliste et homme politique fasciste italien.

## Biographie
Né à Parme, Augusto Turati déménage jeune à Brescia. Il travaille dans divers journaux et devient l'un des rédacteurs en chef de journal libéral Provincia di Brescia. En parallèle il a suivi des cours de droit, mais n'a pas obtenu son diplôme. 
Lors de la première Guerre mondiale, Irrédentiste et défenseur de l'entrée de l'Italie dans la Première Guerre mondiale, il se porte volontaire en 1915. Démobilisé en 1918, il revient à Brescia et retrouve son emploi de rédacteur en chef du même journal.
En 1920, il rejoint les Faisceaux italiens de combat puis, un an plus tard, le Parti national fasciste. Actif dans le syndicalisme pour les entreprises corporatistes soutenues par le régime il représente un fascisme "social". Turati est également secrétaire du Fascio de Brescia.   
Entre 1926 et 1930, il est choisi pour être le secrétaire général du PNF, contribuant à la consolidation du pouvoir dictatorial de Benito Mussolini. Celui ci le charge de mettre de l'ordre dans le fascisme et parmi les hiérarques les plus récalcitrants. Turati assainit les finances du parti, supprime les journaux fascistes discordants et expulse les réfractaires à la nouvelle discipline du parti. En parallèle à cette fonction, en qualité d'escrimeur de haut niveau, il occupe des postes de direction dans différentes fédérations dont la Fédération italienne d'athlétisme  et au sein du Comité olympique national italien (1928-1930)
De 1930 à 1931, il est membre du Comité international olympique. Il est l'inventeur d'un sport d'équipe éphémère et uniquement italien qu'il a appelé volata. 
Entre 1924 et 1934, Turati est élu à la Chambre des députés italienne. En 1931-1932, il occupe le poste de rédacteur en chef de La Stampa.
Après sa démission du poste de secrétaire du PNF il est accusé d'intrigues contre d'autres membres du PNF et victime d'une campagne de diffamation portant sur sa vie sexuelle. Il est abandonné par le Duce qui refuse de le rencontrer ou de se prononcer en sa faveur, et est démis de ses fonctions officielles puis en 1933 exilé à Rhodes (une possession italienne à l'époque). Réhabilité en 1937, il est libéré et chargé de mener une expérience agricole en Éthiopie (une partie de l'Afrique orientale italienne). L'année suivante,  à la suite de l'échec du projet, il retourne en Italie.
Augusto Turati s'éloigne de la scène politique et travaille comme consultant juridique. Il était opposé à l'entrée de l'Italie dans la Seconde Guerre mondiale, ainsi qu'à la République sociale italienne inféodée aux nazis. Jugé à la fin de la guerre, il est acquitté de toutes les charges. Amnistié en 1946, il décède à Rome en 1955.